# Pica-pau-de-peito-sardento
O pica-pau-de-peito-sardento (Dendrocopos analis) é uma espécie de ave da família Picidae. A sua área de distribuição abrange os seguintes países: Camboja, Indonésia, Laos, Myanmar, Tailândia e Vietname.